# Ładowskaja Bałka
Ładowskaja Bałka (ros. Ладовская Балка) – wieś w Rosji, w Kraju Stawropolskim, w rejonie krasnogwardiejskim. W 2010 liczyła 4740 mieszkańców.